# Hans Camenzind
Hans Camenzind (Zurique, 1 de janeiro de 1934 – Los Altos, 15 de agosto de 2012) foi um engenheiro eletrônico conhecido por projetar o circuito integrado 555 em 1971 sob contrato com a empresa Signetics. Ele foi detentor de 20 patentes nos EUA e também escreveu três livros e numerosos artigos técnicos.

## Biografia
Camenzind nasceu e cresceu em Zurique, na Suíça, onde fez faculdade. Em 1960 mudou-se para os Estados Unidos, onde atuou na Northeastern University e lecionou na Universidade de Santa Clara. Ele depois frequentou aulas na mesma universidade à noite para um mestrado em administração de empresas. Em 1962, juntou-se ao Laboratório de Ciências Físicas da Mallory em Burlington, Massachusetts. Após seis anos de pesquisa, Camenzind mudou-se para a Califórnia em 1968 para se juntar à Signetics,mas dois anos depois percebeu que a empresa "perdeu o rumo" e demitiu-se para escrever um livro. Ele queria trabalhar como consultor e designer independente, e em 1970 iniciou o projeto 555.Fundou a Interdesign, uma empresa de design de semicondutores, que dirigiu por sete anos antes de vendê-la para a Ferranti. Após a venda da Interdesign, Camenzind tornou-se um consultor independente de projetos de circuitos integrados analógicos, operando sob o nome de Array Design em San Francisco.
Ao longo de sua carreira, projetou 151 circuitos integrados padrão e personalizados, como o primeiro amplificador integrado classe D, introduziu o PLL com os integrados LM565, LM566 e LM567, criou o lendário temporizador 555e sua versão avançada ZSCT1555
Camenzind escreveu três livros e numerosos artigos técnicos. Seu último livro, Much Ado About Almost Nothing, sobre a história da eletrônica, foi publicado em fevereiro de 2007.Outras obras incluem Designing Analog Chips e, sob o pseudônimo John Penter, também escreveu Circumstantial Evidence, um livro sobre religião.
Faleceu em 15 de agosto de 2012 aos 78 anos em Los Altos, na Califórnia.